# N.EX.T
N.EX.T(넥스트, 영어: New EXperiment Team)는 1992년에 결성되었다가 1997년에 잠정적으로 해체된 뒤 2003년에 재결성되어 2015년에 완전히 해체된 대한민국의 록 밴드이다. 2014년에는 단일 밴드라기보다는 음악 장르에 따라 포메이션이 나뉜 팀들로 연합되어있는 '넥스트 유나이티드(N.EX.T United)' 체제로 개편되었다.

## 역사

### 초창기,HOME(1992-1994)
넥스트는 무한궤도와 솔로활동으로 인기를 얻고 있던 신해철(보컬, 신디사이저)과 1991년 《신해철 2집》투어였던 ‘Myself 투어’에 참여한 적이 있는 기타리스트 정기송과 드러머 이동규가 결성하였다. 밴드였지만 베이시스트가 없었고, 이동규는 전자 드럼을 연주하였다. 그리고 1992년 1집 《Home》을 발표하여 테크노와 락 장르를 결합한 음악을 선보였다. 당시 <도시인>, <인형의 기사> 등이 히트를 치면서 댄스 음악이 주축이던 대중가요계에 한 획을 그었다는 평가를 받았다. 그 이듬해 신해철은 군입대를 하게 되었고, 복무 도중 대마초 사건에 연루되어 잠시 공백기를 가져야 했다.

### The Being(1994-1995)
신해철은 넥스트 컴백 앨범을 "The Return Of N.EX.T"라는 이름의 더블앨범으로 기획하고 녹음에 돌입하였으나, 이동규는 부상 때문에 드러머에서 베이시스트로 포지션을 변경해야 했고, 정기송은 1집 시절과 음악적 색깔이 달라졌다는 이유로 신보 녹음 도중 팀을 탈퇴하였다. 그로 인해 신해철은 팀의 새로운 기타리스트로 임창수를 영입하였고, 드러머로는 이수용이 정식멤버로 가입했다. 그 외 여러 사정으로 인해 더블앨범으로 "The Return Of N.EX.T"를 완성하기에는 너무도 작업기간이 길어진다고 판단하여, 한 장씩 따로 발표하기로 결정하고 《The Return of N.EX.T Part 1: The Being》을 먼저 마무리하여 발표하였다. 이 앨범에서는 <날아라 병아리> 등의 노래가 공감이 가면서도 묵직한 소재를 다루어 호평을 얻었다. 이 앨범에서부터 4인 밴드로서의 넥스트의 이미지가 나타나기 시작한다. 음악적으로는 헤비 메탈과 프로그레시브 록이 접목된 새로운 시도가 시작되었고, 가사도 신해철이 철학과 출신이라는 것을 나타내듯, 좀 더 철학적인 내용으로 들어가기 시작했다.
앨범 활동도중 기타리스트 김세황이 영입되었고, 이동규 대신 베이시스트로는 김영석이 영입되었다. 이렇게 하여 신해철(보컬, 건반) · 김세황(기타) · 김영석(베이스 기타) · 이수용(드럼)의 라인업이 형성되었으며, 왕성한 활동과 높은 인기는 후일 신해철과 이 3인을 원년 멤버로 종종 착각하게 할 정도로 밴드에 큰 영향을 주었다. 1995년에는 앨범 공연실황을 담은 《Live Concert Chapter 1, 2》 가 발매되었다.
또한 김세황의 영입 이후, 2집을 재녹음하여 발매하려는 계획도 발표되었으나 이뤄지진 못했다. 그리고 "The Return Of N.EX.T"의 나머지 절반도 기존 계획과 달리 앨범의 주제와 타이틀("The Return Of N.EX.T")만 이어갈뿐 새롭게 작업하여 2집의 남은 절반이 아니라 3집으로 발표된다.

### World, 넥스트 싱글 (1995-1997)
1995년에 3집 《The Return of N.EX.T Part 2: World》가 발매되었다. 무분별한 발전, 낙태, 시대의 변화, 동성동본 금혼 등 우리 사회의 구조적인 문제를 지적한 곡으로 구성되어있다. 이미 신해철이 《바람부는 날이면 압구정동에 가야한다》 OST에서 선보였던 <Komerican Blues>에는 새로 녹음하면서 국악과 록의 접목을 시도하기도 했다.
3집 활동 후 멤버들은 밴드활동을 잠시 접고 개인활동에 들어간다고 발표하였으며, 신해철은 그 기간중에 개인 타이틀로 영화 정글 스토리의 OST를 발표하였으며, 오랜 동료인 윤상과 함께 노땐스라는 프로젝트 팀을 만들어 테크노 장르의 앨범을 발표하기도 하였다. 밴드활동은 1997년 싱글 《Here, I Stand For You》를 발표로 재개되었으며, 그 당시의 공연실황은 <R. U Ready>라는 신곡과 함께 《The First Fan Service》라는 이름으로 발매되었다.

### A Space Rock Opera, 밴드의 해체 (1997)
신해철은 신작인 《Lazenca: A Space Rock Opera》발표 기자회견에서 4집이 넥스트의 마지막 정규앨범임을 발표하며 갑작스럽게 해체를 선언하였다. 당시 기자회견에서 신해철은 
| “ | 국내시장과 공연시스템의 열악한 구조로 인해 밴드활동의 지속이 어려워 음악적으로 더 이상 올라갈 자리가 없다. 더 이상의 독야청청은 싫다. 빙하기의 공룡 신세로 음악적 지향이 같은 동료 밴드 하나 없이 내부적으로만 답을 구하려다 보니 깨질 수 밖에 없었다. | ” |

라는 말을 하면서 1997년 12월 31일부로 밴드는 해체할 것이며, 4집이 마지막 앨범이 될 것이라고 하였다. 한편 그로부터 10여년이 지난 2008년, 신해철은 음악평론가 임진모와의 했던 인터뷰에서 넥스트 해체의 배경에 대해 보다 구체적으로 털어놓았는데, 해체의 결정적 계기는 일본진출 제의 수용 여부 대한 멤버들간 의견차이였다고 밝혔다. 해당 인터뷰에 따르면 넥스트 해체 전 신해철은 공연 위주의 활동을 하는 록밴드로 활동하면서 국내 시장이 너무도 좁아서 질식할 것만 같았다고 한다. 2주일이면 전국 투어가 끝날 정도로 작은 국내 공연 시장 크기에 답답함을 느끼던 차에 일본 쪽에서 일본시장 진출 제의를 해왔는데, 당시 일본 측 관계자는 일본은 전국투어를 할 경우 현 단위까지 다 돌아서 전국투어가 1년 내로 종료가 안 되는 나라라고 신해철에게 설명하였고, 이것이 신해철의 구미를 자극했다고 한다. 그런데 일본 측 관계자들은 일본 진출시 넥스트 멤버들이 일본에 체류할 것을 조건으로 내걸었는데, 여기서 문제가 발생했다. 이 조건에 대해 넥스트의 멤버들이 거부했었다고 한다. 이에 신해철은 넥스트 라인업을 교체하느냐, 밴드 자체를 없애느냐의 기로에 있었는데, 멤버들에게 예우를 해주고 싶어서 밴드를 없애기로 결정했다고 했다.
이 앨범은 MBC에서 방영되었던 만화영화 영혼기병 라젠카의 사운드 트랙격인 앨범으로 대규모 오케스트라 음악과 록 음악의 접목을 시도했다. 이 앨범은 넥스트의 앨범 중 최다 제작비가 투입되기도 했다. 밴드는 전국투어를 돌면서 활동을 하였으며, 결국 1997년 12월 31일을 끝으로 최종 해체되었다.
넥스트 해체 이후 신해철은 영국으로 음악과 프로듀싱을 공부하기 위해 유학을 떠났고, 나머지 멤버들은 랩퍼이자 패닉의 멤버인 김진표와 함께 노바소닉을 결성해 1999년 활동을 시작했다.

### 해체 이후 (1998-2002)
밴드 해산 후 신해철은 영국으로 이민 겸 유학을 떠나 프로듀서 공부와 음악작업을 병행하며 1998년에 솔로 테크노앨범, 1999년에는 MONOCROM, 《Homemade Cookies》, 1999년에는 미국 이민과 유학을 떠나 영화 《세기말》의 OST를 제작하고 2000년 미국 유학과 이민시절 만난 데빈 리 · Vink(본명: 임형빈)와 결성한 새로운 밴드 비트겐슈타인의 앨범을 발표하였다. 또한 신해철 개인적으로는 해적방송격으로 띄우던 《고스트 스테이션》이라는 라디오프로그램을 지상파(SBS 파워FM)와 인터넷을 오가며 방송하기도 한다.
한편 김세황 · 김영석 · 이수용은 패닉의 랩퍼로 활동하고 있었던 김진표와 함께 새로운 밴드 노바소닉을 결성하였으며, 한국에서 계속 활동한다.
또한 이 시기에는 비트겐슈타인의 데빈과 임형빈, 독일의 밴드 톡식 스마일의 기타리스트 안회태, 닥터코어 911의 베이시스트 쇼기 · 드러머 이용준과 함께 가칭 '신해철 밴드'를 결성하여 훗날 재결성되는 넥스트의 초석을 다진다.

### 넥스트 재결성 (2002~현재)

#### 개한민국(2003-2006)
신해철은 비트겐슈타인의 멤버였던 기타리스트 데빈과 새로운 멤버인 베이시스트 쌩(원상욱), Dr. Core 911(닥터코어 911)의 소속멤버인 드러머 쭈니(이용준), 키보드와 기타를 같이 연주하는 뮤지션 김동혁을 영입하여 넥스트를 재결성하고, 2003년에 5집 출시를 발표했으며 이듬해인 2004년 《The Return of N.EX.T Part 3: 개한민국》을 발매하였다. 신해철, 데빈을 제외한 멤버들이 모두 새로운 멤버들이었기 때문에 신해철의 독재 이미지를 가진 기존 팬들에게 "넥스트가 신해철 혼자만의 밴드냐"라는 비판도 받았지만, 이 앨범은 과거 리프부터 프로듀싱까지 주로 신해철 혼자서 해결오던 바와 달리 멤버 전원이 참여하고 민주적으로 작업되었음을 앨범에 포함된 책자에 밝히기도 했다. 또한 비트겐슈타인 앨범과 비슷하게 저예산으로 다양한 음악적 실험이 가능했던 것에 대해서는 디지털 음악 제작 방식 덕분이었다고 밝혔다. 두 장으로 구성된 개한민국 앨범의 내용은 정치, 종교, 이라크 전쟁 파병반대, 세대갈등, 노숙자, 집창촌 등등 대한민국 사회 전반적인 문제에 대한 전에 없던 노골적 비판으로 팬들과 일반 대중들을 놀라게 했다. 그리하여 전체 곡 중의 절반 이상이 각 방송사의 심의에 통과하지 못하는 일도 벌어졌다.

#### ReGame?(2006-2007)
노바소닉은 4집을 끝으로 공식 발표는 없었으나 사실상 활동을 중지하고 있었고, 2006년 초 김세황이 넥스트에 재영입되는 것을 필두로 김영석과 이수용도 넥스트에 복귀하였다. 넥스트는 신해철과 데빈을 제외한 기존 멤버들이 또 교체되었으며, 키보디스트 지현수가 추가로 영입되면서 사상 최다 멤버인 6인조 밴드로 새롭게 구성되었다. 그리고 2월 말, 5.5집인 《the 2nd fan service: ReGame?》을 발매하였다. 이 앨범 제목은 '다시 놀아볼까?' 정도로 해석될 수 있는데 전성기 멤버들이 복귀한 예전의 넥스트가 완벽히 돌아왔음을 선언하는 앨범이라고 말할 수 있다. 옛 멤버들의 재결합은 이슈화되며 신해철의 영국 유학시절 활동부터 그에게 등을 돌렸던 기존의 팬들이 다시 돌아오는 계기가 되기도 하였다.
《the 2nd fan service: ReGame?》에는 예전에 발표했던 곡 중에서 기술이 부족해 완성도가 아쉬운 곡을 선정, 대형 오케스트라 팀을 동원하여 협연한 것들로 채워져 있으며, 과도한 편곡없이 원곡을 충실히 따르며 웅장하게 사운드를 보강하였다. 윤도현, 채연, 먼데이 키즈 등이 참여하여 대중적인 부분도 강조했다. 다만 3집과 4집에서는 단 한곡도 선정되지 않았고, 발라드곡 위주의 구성으로 일부 팬들은 수록곡에 대한 아쉬움을 표하기도 했다. 이는 앨범 제작의도부터 베스트앨범의 개념으로 제작된 것이 아니며, 3집 이후에 발표된 앨범들에 대해서는 전혀 사운드를 보강할 필요가 없다고 해석할 수 있다. 또한 사운드가 보강이 되지 않은 원곡에는 그 당시의 추억이 남아있어 좋다는 의견도 많았다. 하지만 웅장한 편성의 음악 등에 대해서는 합격점을 주는 팬들도 많았다.
발매 후 공연을 계속 진행함과 동시에, 7월 28일에는 펜타포트 록 페스티벌에 참가했다. 그리고 결성된지 14년여만에 드라마 사운드트랙의 제작에도 참여하여 화제가 되었는데, 바로 이성재, 김민정, 엄태웅 주연의 SBS 드라마 《천국보다 낯선》이었다. 드라마 사운드트랙에는 <Stranger Than Heaven>이라는 신곡이 수록되었는데, 과거 1, 2집때 <인형의 기사>, <날아라 병아리> 등에서 보여주었던 모던 록적인, 감수성을 자극하는 노래이다.
그러던 11월, 데빈이 넥스트를 떠나기로 결정하였으며, 신해철은 넥스트 팬 사이트에 〈데빈과 나의 이야기를 간단히 정리 해 보겠다〉라는 제목의 글에서 안타까움과 당시 공연장에서 몰지각한 행동을 보였던 일부 팬들에게 경고의 의미를 내비쳤다. 2007년 1월에는 김영석과 이수용 마저 다시 팀을 탈퇴하여 넥스트 6기 구성원이 깨졌고 팬들에게 많은 아쉬움을 주었다. 〈2007 고스트 온 스테이지〉 공연을 통해 베이시스트 제이드(박종대)와 드러머 테라(서동민)가 멤버로 들어왔으나 테라가 활동 도중 군 입대로 탈퇴하였다.

#### 666 Part 1(2008-2011)
2008년 12월 9일 넥스트의 6번째 앨범 중 첫 번째인 '666 trilogy part 1'이 발매되었다. 6집 앨범의 part 2 'The king of rats'와 part 3 '파멸의 발라드'가 각각 2009년 8월, 2009년 말에 발매되기로 예정되어 있었다.
666 Part 2 앨범에 대해 신해철은 자신의 공식 홈페이지에 ‘다음 이피(EP, 미니 음반을 일컫는 말) 데모 완성되다’라는 제목의 글을 올려 새 음반의 콘셉트를 팬들에게 전했다. 또한 “우리가 찾던 최고의 드러머 김단의 가입으로 오랫동안 꿈꾸던 (음악)스타일로의 전환이 가능해졌다”라며 “컴퓨터의 사용과 더빙 금지로 전원이 동시에 악상을 전개하면 휴대용 녹음기에 레코딩 했다”라고 밝혔다. 이어 “라이브와 레코딩의 사운드가 완전히 일치하는 음반이 될 예정”이라고 팬 들에게 기대를 당부했으며, 김세황, 제이드, 지현수, 김단 라인은 이제 완전히 자리를 잡은 느낌이라며 멤버들의 음악적 조합에 자신감을 드러내기도 했다. 마지막으로 그는 “팀 내의 가장 과격한 주장은 기존의 넥스트 스타일과 (새 음반) 음악이 너무나 달라 이 음악을 넥스트 6집 파트2가 아닌 7집으로 봐야 한다는 주장과 심지어는 넥스트가 아닌 다른 이름으로 발표해야한다는 주장까지 대두되고 있다”라며 팬들에게 의견을 구했다.

#### 6집 후 공백기 동안의 활동과 신보 준비 (2012-2013)
2012년 5월 드러머 김단이 잠적하는 사건이 발생했는데, 불화설, 경제적 곤란 등이 원인으로 제기 되었다가 나흘만에 경찰에게 발견되었다. 김단은 페이스북을 통해 '넥스트와는 이미 4월에 같이 못하겠다는 뜻을 전했고, 우울증이나 경제적 곤란은 사실이 아니며 지극히 개인적인 일 때문이었다'라고 자신의 심경을 밝혔으며, 밴드에서 탈퇴했다. 이 후 넥스트 활동에 대해서는 해체수순을 밟았다는 내용과 해체라 말하기 어렵다는 밴드 측근의 엇갈린 언급만 있었을뿐 신해철의 정확한 공식입장은 나오지 않은 상태였다.
2013년 7월, MBC가 오디션프로그램과의 경쟁에서 밀리고, 제작비 대비 시청률 저조를 이유로 대학가요제를 폐지한다고 밝힌다. 이에 1988년 대상을 받았던 그룹 무한궤도 출신 신해철은 9월 25일 대학가요제 출신들과 함께 10월 24일부터 26일까지 세종문화회관 대극장에서 개최되는 '대학가요제 Forever' 공연 제작발표회에 참석했다. 얼마 후 그는 자신의 트위터에서 “넥스트 7기 뉴 라인업+대학가요제 선후배 조인트 라이브”가 될 것이라고 밝히고, 3일간 오프닝 순서에서 베이시스트 제이드, 일련의 사태가 있었던 드러머 김단을 포함해 새로운 기타리스트 박웅, 건반주자 홍성민의 라인업으로 공연을 했다.

### 넥스트 유나이티드 (2014 ~ )
2014년 4월에 신해철의 컴백 소식기사가 전해졌고, 넥스트의 원년 멤버이기도 한 기타리스트 정기송이 신보 작업에 참여할 것이라고 밝혔다. 6월 20일에는 그의 신보 《Reboot Myself》발매기념 음악감상회 공연 및 파티가 개최되었고, 이 공연에서 새로운 라인업으로 컴백하게 될 넥스트 멤버들을 선보였다. 신해철은 2014년 가을부터 활동을 재개할 넥스트에 대해서 "이번 가을부터 움직이는 넥스트는 전과는 다른 형식을 띤다. 오케스트라 시스템이며 팀 이름은 넥스트 유나이티드(가칭)다", "라인업 자체도 오픈이어서 객원 싱어들이 참여한다던지, 다른 팀의 멤버가 연주하는 등 다양한 형태의 활동을 할 생각"이라고 밝혔다. 넥스트 유나이티드에 대해서는 "전체 멤버들 중 기타리스트이자 넥스트 설립자인 정기송씨가 전체 밴드를 조율하는 역할을 하며 베이스도 3명 기타도 4명인 구성에 1진, 2진과 3군, 4군도 있고, 청소년 넥스트도 만들어진다. 이걸 다 끌어 모으면 넥스트 유나이티드다."라고 소개했다. 또한 666의 두 번째 파트앨범에 앞서 새 EP가 발매될 것이며, 현재 넥스트유나이티드의 멤버는 20명이 넘어서고 있고, 과거 넥스트를 거쳤던 멤버도 상당수 참여할 것이라는 내용도 덧붙였다. 신해철은 넥스트 유나이티드를 설명하면서 축구팀을 예로 들기도 했는데, 넥스트 안에 다양한 포메이션이 존재하며 포메이션 K는 국악, 포메이션 M은 메탈과 같은 식으로 다양한 음악을 할 계획이라고 이야기했다. 2014년 7월 9일, CBS 표준FM의 라디오 프로그램 《라디오 3.0 남궁연입니다》에 게스트로 출연한 그는 '넥스트의 666 파트2 앨범은 증발되는 것인가?'라는 한 청취자의 질문에 "파트2는 분해되고, 재포장되어 여러분께 배달 중이다. Reboot Myself 앨범에서 들려지는 노래들도 그때 다 디자인되고 녹음된 노래들도 들어가있다."라고 답변하기도 했다. 그리고 넥스트 유나이티드에 피아니스트 임동창과 과거 멤버였던 베이시스트 김영석의 참여 소식을 전하기도 했다. 9월 20일에는 신해철의 《Reboot Yourself 투어》에 넥스트 유나이티드가 같이 참여해 연주를 하였다.
또한 팀의 원년멤버 세 명 중 남은 한 사람이었던 이동규가 밴드에 다시 참여한다는 보도가 있었으나, 신해철은 2014년 7월 23일 본인의 트위터에 '1기 멤버는 정기송, 강석훈(당시 세션)까지만'이라는 내용을 남겼다.
9월 18일에는 신곡 〈I Want It All〉데모 0.7버전이 공개되었는데, 이 곡은 6월에 열렸던 신해철 6집 발매기념 공연에서 미리 재생된 적이 있으며, 9월 20일 〈Reboot Yourself 투어〉첫 공연에서 관객들과 후반부 합창을 녹음했다.
그러나, 불행하게도 10월 27일에 리드보컬 신해철이 불의의 의료사고로 세상을 떠남으로써 잠정적으로 밴드 활동 상황이 불투명해졌다가, 12월 27일과 2015년 2월 28일 추모콘서트를 개최하였으며, 전국투어도 개최하였다. 또한 고인의 뜻에 따라 해체없이 계속 활동할 계획이다. 그리고 이와 함께 KBS 가요대축제, SBS 가요대전에 출연해 EXO, 비스트, 인피니트 등과 콜라보 무대를 펼쳤다.
2015년 10월 24일 JTBC 히든싱어 시즌4 제작팀은 리드보컬 신해철의 사망 1주년을 추모하는 뜻으로 히든싱어 신해철편을 방영하였다. 신해철의 생전 라이브음원을 따로 분리하여 성공적으로 방영을 마쳤고, 미션곡으로는 재즈카페, 날아라 병아리, 그대에게, 우리 앞에 생이 끝나갈때 4곡으로 진행되었다.
2017년 중순 기준으로 원래의 의도와는 달리 밴드의 활동이 모두 중단되어 사실상의 해체 상태에 놓여있다. 김세황은 트랙스 (음악 그룹)의 김정모와 협연한 곡을 SM STATION을 통해 발표하는 등 개인 활동에 주력하고 있고, Shinji 역시 재결성한 이브 (밴드)의 라이브 세션으로 활동하고 있으며 김영석 (음악가) 또한 재결성한 에메랄드 캐슬의 멤버로 활동하는 등 멤버들 대부분이 각자 작업을 하고 있다.

## 이전 구성원
| 년도                                                          | 라인업 | 발매작 |
| ------------------------------------------------------------- | --- | --- |
| 1992 ~ 1993(1기)                                              | - 신해철: 리더, 메인 보컬, 건반 - 정기송: 기타 - 이동규: 드럼(전자 드럼), 보컬 | 《Home》(1992) |
| 1993 ~ 1994(2기, 2집 제작멤버)                                | - 신해철: 리더, 메인 보컬, 건반 - 임창수: 기타 - 이동규: 베이스 - 이수용: 드럼 | 《The Return of N.EX.T Part 1: The Being》(1994) |
| 1994 ~ 1995.2(3기, 2집 활동멤버)                              | - 신해철: 리더, 메인 보컬, 건반 - 김세황: 기타 - 이동규: 베이스 - 이수용: 드럼 | |
| 1995.2 ~ 1997.12.31.(4기)                                     | - 신해철: 리더, 메인 보컬, 건반 - 김세황: 기타 - 김영석: 베이스 - 이수용: 드럼 | 《The Being Live Concert Chapter 1》, 《Chapter 2》(1995) 《The Return of N.EX.T Part 2: World》(1995) 《N.EX.T Is Alive(The World Tour)》(1996) 〈Here, I Stand For You〉(1997, 싱글) 《N.EX.T Concert Album - The First Fan Service》(1997) 《Lazenca: A Space Rock Opera》(1997) |
| 2000년대 초반(가칭 '신해철 밴드')                             | - 신해철: 리더, 메인 보컬 - 데빈: 기타 - 안회태: 기타 - 쇼기: 베이스 - 임형빈: 건반 - 이용준: 드럼 | |
| 2003 ~ 2005.12(5기)                                           | - 신해철: 리더, 메인 보컬 - 데빈: 기타 - 김동혁: 건반, 기타 - 쌩(원상욱): 베이스 - 쭈니(이용준): 드럼 | 《The Return of N.EX.T Part 3: 개한민국》(2004) |
| 2006.1 ~ 2006.11(5.5기)                                       | - 신해철: 리더, 메인 보컬 - 김세황: 기타 - 데빈: 기타 - 김영석: 베이스 - 지현수: 건반 - 이수용: 드럼 | 《ReGame?》(2006) |
| 2007.5 ~ 2007.8(6기)                                          | - 신해철: 리더, 메인 보컬 - 김세황: 기타 - 제이드(박종대): 베이스 - 지현수: 건반 - 윤테라(서동민): 드럼 | |
| 2008.11~ 2012(6기)                                            | - 신해철: 리더, 메인 보컬 - 김세황: 기타 - 제이드: 베이스 - 지현수: 건반 - 김단: 드럼 | 《666 Trilogy Part I》(2008) |
| 2013.10~ 2014(7기)                                            | - 신해철: 리더, 메인 보컬 - 박웅: 기타 - 제이드: 베이스 - 홍성민: 건반 - 김단: 드럼 | |
| 2014.6~ 2015 (넥스트 유나이티드로 팀 개편)                    | - 신해철: 리더, 메인 보컬 - 정기송 & Tommy Kim: 기타 - 김영석 & 제이드: 베이스 - 강석훈 & 김구호 & 장기순: 건반 - 이현섭: 트윈보컬, 여러 악기 - 이수용 & 김성원(Shinji): 드럼 이외 다수 멤버가 존재하며 불규칙적으로 변화한다.   | 〈I Want it All〉(2014, 데모 0.7) |
| 2014 ~ 활동중단 직전까지의 공연 활동 멤버 (넥스트 유나이티드) | - 김영석: 리더, 베이스 - 이현섭: 보컬 - 정기송 & 김세황 & 데빈: 기타 - 노종헌: 기타, 베이스 - 쌩 & 제이드: 베이스 - 이수용 & 쭈니 & Shinji: 드럼 - 임동창 & 신지우 & 김동혁 & 강석훈 & 장기순 & 지현수 & 홍성민 & 김구호: 키보드 | |

## 음반 목록

### 정규 음반
- 1집: 《Home》 (1992년)
- 2집: 《The Return of N.EX.T Part 1: The Being》 (1994년)
- 3집: 《The Return of N.EX.T Part 2: World》 (1995년)
- 4집: 《Lazenca - A Space Rock Opera》 (1997년) 영혼기병 라젠카 OST
- 5집: 《The Return of N.EX.T Part 3: 개한민국》 (2004년)
- 6집 Part I: 《666 Trilogy Part I》 (2008년)

### 미발표 음반 및 미발표, 미녹음 곡
- 6집 Part II: 《666 Trilogy Part II: 쥐들의 왕국》

- 2009~2012년 사이 발매 예정이었으나 취소됨
- 6집 Part III: 《666 Trilogy Part III: 파멸의 발라드》

- 2012~2013년 사이 발매 예정이었으나 취소됨
- N.EX.T Utd. EP: 제목불명

- 2014년 발매 예정이었으나 신해철의 사망으로 유예
- 7집: 제목불명

- 2014년 하반기 이후 발매 예정있으나 신해철의 사망으로 유예
- <우리에게 미국이란 무엇인가>
- <아버지와 나 Part 3>

- 2004년 개한민국 앨범에서 발매 예정이었으나, 서비스 팩으로 넘어간 후, 넥스트 5기의 해체로 인해 유예됨
- <The Dogs On The Run>

- 쭈니의 개인기, Devin's Boogie, I Am SSang만 발표되고 해당 개인기는 2004~2005, 2008 라이브에만 구현
- <나에게 쓰는 편지 + 안티리아>

- 김동혁의 개인기, 해당 개인기는 2004~2005 라이브에만 구현
- <Insomnia> - 666 Trilogy Part II 수록곡.
- <Welcome to the Jungle>
- <네가 진짜로 원하는 게 뭐야(Ver. Ditto)>

- 2003년 대학가요제와 2004년 The Debut에서 다른 버전으로 선보인 ’네가 진짜로 원하는 게 뭐야’가 수록된 앨범. 2003~2005 라이브에만 구현되었으며 검은사막 PV에 데모가 등장함

## 같이 보기
- 신해철

### 내용주
1. ↑  넥스트 2집에 많은 도움과 영향을 줬으나, 안타깝게도 공연 활동은 일절 한 적이 없었다. 이후 음향 기기 관련 업체 사장이 되었다. 어느 한 인터뷰한 내용에 따르면 손목에 부상을 당해 더 이상 기타를 연주할 수가 없는 상황이었다고 한다.
2. ↑  원래 베이시스트로는 그 당시 그룹 'BEAT'의 소속멤버였던 김영석을 영입하기로 했으나, 김영석이 한참 군복무 생활을 하고 있었던중이라 어쩔 수 없이 3인조로 활동하게 되었다고 신해철이 2008년 본인이 진행하는 라디오 방송 고스트스테이션에서 밝힌 바 있다.
3. ↑  ※리듬 기타를 연주할때도 가끔 있었다.

### 참조주
1. ↑  “아버지와 나 父子(부자)간의 갈등 생생한 묘사”. 《동아일보》 (네이버 뉴스 라이브러리). 1992년 7월 5일. 2024년 2월 15일에 확인함.
2. ↑  “신생그룹「N.E X.T」의「도시인」1위 점프”. 《동아일보》 (네이버 뉴스 라이브러리). 1992년 8월 2일. 2024년 2월 15일에 확인함.
3. ↑  “방위복무중 大麻(대마)흡연 가수申海澈(신해철)씨 또구속”. 《경향신문》 (네이버 뉴스 라이브러리). 1993년 1월 30일. 2024년 2월 15일에 확인함.
4. ↑  박신연 (1994년 6월 10일). “서태지 신승훈 신해철 내달 일제히 신곡 발표”. 《경향신문》 (네이버 뉴스 라이브러리). 2024년 2월 15일에 확인함.
5. ↑  “돌아온 넥스트 다시 놀아볼까…원년멤버 재결한 5.5집 ‘리게임’”. 2006년 3월 8일. 2024년 2월 15일에 확인함.
6. ↑  강헌 (1995년 6월 17일). “그룹「넥스트」의 라이브앨범”. 《경향신문》 (네이버 뉴스 라이브러리).
7. ↑  허엽 (1995년 9월 14일). “일그러진 세상에 내지른 고함”. 《동아일보》 (네이버 뉴스 라이브러리). 2024년 2월 15일에 확인함.
8. ↑  오광수 (1995년 9월 20일). “그룹 넥스트 새앨범「더 월드」화제,'록과 사물놀이의 만남'”. 《경향신문》 (네이버 뉴스 라이브러리). 2024년 2월 15일에 확인함.
9. ↑  강헌 (1995년 9월 23일). “넥스트 신작앨범”. 《경향신문》 (네이버 뉴스 라이브러리). 2024년 2월 15일에 확인함.
10. ↑  임진모 (2008년 8월). “신해철 인터뷰”. 《IZM》. 2016년 9월 15일에 원본 문서에서 보존된 문서. 2024년 2월 15일에 확인함.
11. ↑  “고(故) 신해철, '살고 싶어했던 마왕의' 마지막 인터뷰”. 일간스포츠. 2015년 10월 25일. 2024년 2월 15일에 확인함.
12. ↑  뉴스팀 (2013년 6월 5일). “가수 이덕진과 록 밴드 제라를 만나다”. 세계일보.
13. ↑  송원섭 (2004년 7월 20일). “'다시 돌아온' 신해철 넥스트, '아! 개한민국' 등 17곡 담아”. 스포츠조선. 2024년 2월 15일에 확인함.
14. ↑  특히, 첫 번째 앨범에 수록된 곡의 거의 모두가 방송사의 심의를 통과하지 못했다.
15. ↑  재결합 넥스트, "과거와의 차이는 '살'과 '나이'뿐" :: 네이버 뉴스
16. ↑  강은진 (2006년 11월 7일). “기타리스트 데빈 리, 그룹 '넥스트' 탈퇴”. 마이데일리.
17. ↑  임희윤 (2006년 11월 2일). “신해철 “차라리 깨끗한 은퇴가 낫겠단 생각 든다””. 헤럴드경제.
18. ↑  김지연 (2007년 1월 30일). “김영석 이수용, 넥스트 탈퇴”. 마이데일리.
19. ↑  TV리포트 (2012년 5월 3일). “넥스트 드러머 김단, 연락 끊고 돌연 잠적”. TV리포트.
20. ↑  한민경 (2012년 5월 9일). “‘실종 해프닝’ 김단 심경고백 “우울증 아냐, 개인적인 사정””. 동아닷컴.
21. ↑  정호연 (2012년 5월 27일). “김단 탈퇴, "넥스트 관련 문의 사절…밴드활동 질려버렸다"”. 엑스포츠뉴스.
22. ↑  김고금평 (2012년 5월 7일). “신해철의 ‘넥스트’ 해체 수순 밟는다”. 문화일보.
23. ↑  이현우 (2012년 5월 7일). “넥스트 해체? “이미 녹음 끝낸 앨범 있다””. 매일경제.
24. ↑  헤럴드생생뉴스 (2013년 7월 2일). “대학가요제 폐지, 36년 만에 역사 속으로”. 코리아헤럴드.
25. ↑  이지현 (2013년 9월 25일). “신해철 대학가요제 폐지, 좌시하지 않겠다”. 스타뉴스.
26. ↑  이혜린 (2014년 4월 16일). “신해철, 넥스트 원년멤버와 비밀 회동..다시 뭉치나?”. OSEN.
27. ↑  박현택 (2014년 6월 19일). “신해철 ‘아따’ 뮤비, 한 중견가수의 장인정신”. 일간스포츠.[깨진 링크(과거 내용 찾기)]
28. ↑  권석정 (2014년 6월 23일). “‘돌아온 마왕’ 신해철에게 궁금한 것 “그냥 안부 전한다 잘 살고 있어요””. 텐아시아. 2014년 7월 14일에 원본 문서에서 보존된 문서. 2014년 6월 26일에 확인함.
29. ↑  이세진 (2014년 6월 24일). “아직도 당신에게 신해철은 유효한가?”. 오마이뉴스.
30. ↑  윤성열 (2014년 6월 23일). “'솔로 컴백' 신해철 "하반기 新넥스트, 오케스트라 형식 재탄생"”. 스타뉴스.
31. ↑  김원겸 (2014년 6월 23일). “밴드 재결성 나선 신해철, ‘유나이티드 넥스트’ 가동”. 스포츠동아.
32. ↑  권석정 (2014년 7월 19일). “마왕 신해철 "예능은 망가져도 음악은 타협 못해"”. 권석정.
33. ↑  라디오 3.0 홈페이지 - 마왕 신해철 vs DJ 남궁연
34. ↑  2014년 7월 9일 방송분 팟캐스트 참조 라디오 3.0 팟캐스트 RSS 피드[깨진 링크(과거 내용 찾기)]
35. ↑  오제일 (2014년 7월 22일). “신해철, '넥스트유나이티드'와 9월 합동 공연”. 뉴시스.
36. ↑  오제일 (2014년 6월 23일). “신해철, 뜻밖에도 친절해졌다…수신제가 덕분인가”. 뉴시스.
37. ↑  권석정 (2014년 9월 18일). “넥스트 Utd. 오늘(18일) 신곡 데모 공개 신해철과 이현섭 보컬 조합 어떨까?”. tenasia. 2024년 2월 15일에 확인함.
38. ↑  유지혜 (2014년 9월 18일). “넥스트 유나이티드, 새 노래 깜짝 공개…‘후렴구 채워줘요’”. MBN.